# Ghiacciaio Annenkow
Il ghiacciaio Annenkow è un ghiacciaio situato sulla costa Pravda, nella Terra di Guglielmo II, in Antartide. In particolare, il ghiacciaio scorre verso nord a partire dall'altopiano antartico, fino ad andare ad alimentare i ghiacci che ricoprono la superficie della baia di McDonald, proprio di fronte all'isola Adams.

## Storia
Il ghiacciaio Annenkow osservato per la prima volta durante la spedizione antartica russa svolta dal 1819 al 1821 al comando di Fabian Gottlieb von Bellingshausen. Proprio i membri di quella spedizione battezzarono il ghiacciaio con il suo attuale nome in onore del tenente Michail Annenkow, membro dell'equipaggio della a Mirnyj, una delle due navi della spedizione.